# Тит Квинкций Пен Капитолин Криспин
Вижте пояснителната страница за други личности с името Тит Квинкций Пен.
Тит Квинкций Пен Капитолин Криспин (на латински: Titus Quinctius Poenus Capitolinus Crispinus) е политик на Римската република през 4 век пр.н.е.

## Биография
Произлиза от патрицианския род Квинкции. Син е на Тит Квинкций Цинцинат Капитолин.
През 361 пр.н.е. Тит Квинкций е диктатор за войната против галите. След това празнува триумф. Тази година консули са Гай Лициний Столон и Гай Сулпиций Петик.
През 360 пр.н.е. той е началник на конницата на диктатор Квинт Сервилий Ахала. През 354 пр.н.е. е консул с Марк Фабий Амбуст. Самнитите от южната част на Италия сключват съюз с Римската република, за да се пазят от келтите и други народи.
Тит Квинкций е за втори път консул през 351 пр.н.е. Колега му е Гай Сулпиций Петик. Римската република завладява Етрурия, която се намира в Тоскана. Службата на цензорите за пръв път е дадена тази година на един патриций и на един плебей (Патрицият е Гней Манлий Капитолин Империоз, плебеят е Гай Марций Руцил).